# Jerzy Eisler
Jerzy Krzysztof Eisler (ur. 12 czerwca 1952 w Warszawie) – polski historyk, profesor nauk humanistycznych, nauczyciel akademicki, dyrektor warszawskiego oddziału Instytutu Pamięci Narodowej.

## Życiorys
W 1976 ukończył studia historyczne na Wydziale Historycznym Uniwersytetu Warszawskiego. Pracę magisterską dotyczącą działalności Pierre’ Lavala w latach 1942–1944 napisał pod kierunkiem Jerzego W. Borejszy. Następnie został pracownikiem Instytutu Historii PAN. W latach 1977–1981 był członkiem Polskiej Zjednoczonej Partii Robotniczej. Wchodził w skład egzekutywy POP PZPR IH PAN. W 1982 obronił doktorat, w 1993 habilitował się na podstawie rozprawy zatytułowanej Marzec 1968. Geneza – przebieg – konsekwencje. W 2002 uzyskał tytuł naukowy profesora nauk humanistycznych. W 2011 został kierownikiem Zakładu Badań nad Dziejami Polski po 1945 roku IH PAN. Pracę w IH PAN łączył z wykładami na Uniwersytecie Warszawskim oraz w Wyższej Szkole Mazowieckiej. W 2002 objął także stanowisko dyrektora oddziału Instytutu Pamięci Narodowej w Warszawie; w 2022 przeszedł na emeryturę.
Był członkiem zarządu Towarzystwa Miłośników Historii. W latach 1994–1997 pełnił funkcję dyrektora Szkoły Podstawowej i Liceum Ogólnokształcącego im. Adama Mickiewicza przy Ambasadzie RP w Paryżu.
W pracy naukowej zajął się głównie historią najnowszą Polski (w tym okresem PRL), a także badaniami poświęconymi Francji. Jest autorem ponad 20 książek.

## Odznaczenia i wyróżnienia
- 1991 – Nagroda Polskiego PEN Clubu im. Ksawerego Pruszyńskiego
- 2005 – Srebrny Medal „Zasłużony Kulturze Gloria Artis”[5]
- 2006 – Srebrny Krzyż Zasługi
- 2010 – Złoty Krzyż Zasługi[6]
- 2013 – Krzyż Oficerski Orderu Odrodzenia Polski (za wybitne zasługi w badaniu, dokumentowaniu i upamiętnianiu historii Marca '68)[7][8]

## Wybrane publikacje
- Od monarchizmu do faszyzmu. Koncepcje polityczno-społeczne prawicy francuskiej 1918–1940, Warszawa 1987, ISBN 83-01-07121-4.
- Kolaboracja we Francji 1940–1944, Warszawa 1989, ISBN 83-05-11967-X.
- Philippe Pétain (Cykl biograficzny Ossolineum), Wrocław 1991, ISBN 83-04-03665-7.
- Marzec 1968. Geneza – przebieg – konsekwencje, Warszawa 1991, ISBN 83-01-10374-4.
- Zarys dziejów politycznych Polski 1944–1989, Warszawa 1992, ISBN 83-7066-208-0.
- Świat i Polska 1939–1992 (współautor z Robertem Kupieckim i Melanią Sobańską-Bondaruk), Warszawa 1993, ISBN 83-85252-29-0.
- List 34, Warszawa 1993, ISBN 83-01-11347-2.
- Grudzień 1970. Geneza – przebieg – konsekwencje, Warszawa 2000, ISBN 83-913460-1-3; wydanie II uzupełnione, Warszawa 2012.
- Polski rok 1968, Warszawa 2006, ISBN 83-60464-02-2.
- „Polskie miesiące”, czyli kryzys(y) w PRL, Warszawa 2008, ISBN 978-83-7629-019-5.
- Siedmiu wspaniałych. Poczet pierwszych sekretarzy KC PZPR, Warszawa 2014, ISBN 978-83-7700-042-7.
- Co nam zostało z tamtych lat. Dziedzictwo PRL, Warszawa 2016, ISBN 978-83-0118-850-4.
- Czterdzieści pięć lat, które wstrząsnęło Polską. Historia polityczna PRL, Warszawa 2018, ISBN 978-83-7700-316-9.